# Callipodium
Callipodium är ett släkte av koralldjur. Callipodium ingår i familjen Anthothelidae.
Kladogram enligt Catalogue of Life:
| Callipodium | \| \| Callipodium australe \| \| \| \| \| \| Callipodium rubens \| \| \| \| |
|             | \| \| Callipodium australe \| \| \| \| \| \| Callipodium rubens \| \| \| \| |
|             | Anthothela                                                                  |
|             |                                                                             |
|             | Briareopsis                                                                 |
|             |                                                                             |
|             | Diodogorgia                                                                 |
|             |                                                                             |
|             | Erythropodium                                                               |
|             |                                                                             |
|             | Homophyton                                                                  |
|             |                                                                             |
|             | Iciligorgia                                                                 |
|             |                                                                             |
|             | Solenocaulon                                                                |
|             |                                                                             |
|             | Stereogorgia                                                                |
|             |                                                                             |
|             | Titanideum                                                                  |
|             |                                                                             |
|             | Tripalea                                                                    |
|             |                                                                             |
|             | Tubigorgia                                                                  |
|             |                                                                             |
|             | Victorgorgia                                                                |
|             |                                                                             |
|             | Callipodium australe                                                        |
|             |                                                                             |
|             | Callipodium rubens                                                          |
|             |                                                                             |

|  | Callipodium australe |
|  |                      |
|  | Callipodium rubens   |
|  |                      |